# La tricotea
La tricotea es una pieza musical renacentista a tres voces recogida en el Cancionero de Palacio (1490-1520) y atribuida a un tal  Franco Alonso. Se trata de la adaptación española de una canción francesa ya documentada a principios del siglo XV.
Su texto es parcialmente ininteligible, bien sea por la mezcla de varias lenguas romances, o bien por el empleo de palabras inventadas con propósitos expresivos. Es una canción de carácter báquico que probablemente se cantaba en tabernas y entre la soldadesca de la época.

## Letra
La tricotea,

San Martin la vea.

Abres un poc

al agua y señalea.

La bota sembra tuleta,

la señal d’un chapiré.

Ge que te gus per mundo spesa,

La botilla plena,

Dama qui mayna,

cerrali la vena,

Orli, çerli, trum, madama,

Çerli, çer, cerrarli ben,

votr'ami contrari ben.

Niqui, niqui, don

formagidón, formagidón.

Yo soy monarchea

de grande nobrea.

Dama por amor,

dama bel se mea,

dama yo la vea.